# 第1回全国高等学校7人制ラグビーフットボール大会
第1回全国高等学校7人制ラグビーフットボール大会（だいいっかいぜんこくこうとうがっこうしちにんせいラグビーフットボールたいかい）は2014年7月19日から7月21日まで長野県上田市菅平高原のサニアパークにて行われた全国高校7人制ラグビー大会である。

## 日程
- 7月18日 - 予選プール
- 7月19日 - 予選プール
- 7月20日 - 決勝トーナメント、閉会式

## 出場校
- 北海道
  - 北海道代表 - 札幌山の手
- 東北
  - 青森県代表 - 八戸西
  - 岩手県代表 - 黒沢尻北
  - 宮城県代表 - 仙台育英
  - 秋田県代表 - 秋田工業
  - 山形県代表 - 日大山形
  - 福島県代表 - 平工業
- 関東
  - 茨城県代表 - 茗溪学園
  - 栃木県代表 - 國學院栃木
  - 群馬県代表 - 明和県央
  - 埼玉県代表 - 深谷
  - 千葉県代表 - 流通経済大柏
  - 東京都代表 - 本郷
  - 神奈川県代表 - 桐蔭学園
  - 山梨県代表 - 日川

- 中部
  - 新潟県代表 - 新潟工
  - 富山県代表 - 高岡一
  - 石川県代表 - 日本航空石川
  - 福井県代表 - 若狭東
  - 長野県代表 - 飯田
  - 長野県代表 - 岡谷工業
  - 岐阜県代表 - 関商工
  - 静岡県代表 - 静岡聖光学院
  - 愛知県代表 - 春日丘
  - 三重県代表 - 四日市農芸

- 近畿
  - 滋賀県代表 - 光泉
  - 京都府代表 - 洛北
  - 大阪府代表 - 東海大仰星
  - 兵庫県代表 - 報徳学園
  - 奈良県代表 - 御所実
  - 和歌山県代表 - 和歌山工
- 中国
  - 鳥取県代表 - 倉吉北
  - 島根県代表 - 石見智翠館
  - 岡山県代表 - 倉敷工
  - 広島県代表 - 尾道
  - 山口県代表 - 大津緑洋
- 四国
  - 徳島県代表 - つるぎ
  - 香川県代表 - 坂出一
  - 愛媛県代表 - 北条
  - 高知県代表 - 土佐塾
- 九州・沖縄
  - 福岡県代表 - 東福岡
  - 佐賀県代表 - 佐賀工
  - 長崎県代表 - 長崎北陽台
  - 熊本県代表 - 九州学院
  - 大分県代表 - 大分舞鶴
  - 宮崎県代表 - 高鍋
  - 鹿児島県代表 - 鹿児島実
  - 沖縄県代表 - 名護

## 試合結果
- 時刻はすべて日本標準時 (UTC+9)
- 括弧内は前半終了時のスコアを示す。
- 太字は勝利校を示す。

### 決勝
| 7月20日 12:40 | 東福岡                  | 26-12 | 御所実                  |  |
| 7月20日 12:40 | トライ: 4 コンバート: 3 |       | トライ: 2 コンバート: 1 |  |